# Tsjecho-Slowaaks voetbalelftal onder 18 (mannen)
Het Tsjecho-Slowaaks voetbalelftal voor mannen onder 18 was een voetbalelftal voor spelers onder de 18 jaar. Het elftal speelde onder andere wedstrijden voor het Europees kampioenschap voetbal onder 18.

## Prestaties op Europees kampioenschap
| Europees kampioenschap voetbal onder 18    | Europees kampioenschap voetbal onder 18 | Europees kampioenschap voetbal onder 18 | Europees kampioenschap voetbal onder 18 | Europees kampioenschap voetbal onder 18 | Europees kampioenschap voetbal onder 18 | Europees kampioenschap voetbal onder 18 | Europees kampioenschap voetbal onder 18 | Europees kampioenschap voetbal onder 18 | Europees kampioenschap voetbal onder 18 |
| Jaar                                       | Ronde                                   | Wed.                                    | W                                       | G                                       | V                                       | DV                                      | DT                                      | KW                                      |                                         |
| ------------------------------------------ | --------------------------------------- | --------------------------------------- | --------------------------------------- | --------------------------------------- | --------------------------------------- | --------------------------------------- | --------------------------------------- | --------------------------------------- | --------------------------------------- |
| 1981                                       | Groepsfase                              | 3                                       | 0                                       | 1                                       | 2                                       | 4                                       | 7                                       | kwalificatie                            |                                         |
| 1982                                       | Tweede                                  | 5                                       | 3                                       | 1                                       | 1                                       | 7                                       | 5                                       | kwalificatie                            |                                         |
| 1983                                       | Tweede                                  | 5                                       | 1                                       | 3                                       | 1                                       | 5                                       | 4                                       | kwalificatie                            |                                         |
| 1984                                       | Groepsfase                              | 3                                       | 1                                       | 1                                       | 1                                       | 3                                       | 5                                       | kwalificatie                            |                                         |
| 1986                                       | Niet gekwalificeerd                     | Niet gekwalificeerd                     | Niet gekwalificeerd                     | Niet gekwalificeerd                     | Niet gekwalificeerd                     | Niet gekwalificeerd                     | Niet gekwalificeerd                     | kwalificatie                            |                                         |
| 1988                                       | Kwartfinale                             | 2                                       | 1                                       | 0                                       | 1                                       | 1                                       | 1                                       | kwalificatie                            |                                         |
| 1990                                       | Niet gekwalificeerd                     | Niet gekwalificeerd                     | Niet gekwalificeerd                     | Niet gekwalificeerd                     | Niet gekwalificeerd                     | Niet gekwalificeerd                     | Niet gekwalificeerd                     | kwalificatie                            |                                         |
| 1992                                       | Niet gekwalificeerd                     | Niet gekwalificeerd                     | Niet gekwalificeerd                     | Niet gekwalificeerd                     | Niet gekwalificeerd                     | Niet gekwalificeerd                     | Niet gekwalificeerd                     | kwalificatie                            |                                         |
| 1993                                       | Niet gekwalificeerd                     | Niet gekwalificeerd                     | Niet gekwalificeerd                     | Niet gekwalificeerd                     | Niet gekwalificeerd                     | Niet gekwalificeerd                     | Niet gekwalificeerd                     | kwalificatie                            |                                         |
| 1994                                       | Niet gekwalificeerd                     | Niet gekwalificeerd                     | Niet gekwalificeerd                     | Niet gekwalificeerd                     | Niet gekwalificeerd                     | Niet gekwalificeerd                     | Niet gekwalificeerd                     | kwalificatie                            |                                         |
| Land opgesplitst in Tsjechië en Slowakije. |                                         |                                         |                                         |                                         |                                         |                                         |                                         |                                         |                                         |

Nationale bond · A-internationals · Bondscoaches · Statistieken · Tsjecho-Slowaaks vrouwenelftal · Tsjecho-Slowakije U16 · Tsjecho-Slowakije U17 · Tsjecho-Slowakije U18 · Tsjecho-Slowakije U21
1920 – 1929 · 
1930 – 1939 · 
1940 – 1949 · 
1950 – 1959 · 
1960 – 1969 · 
1970 – 1979 · 
1980 – 1989 · 
1990 – 1993
EK 1960 · 
EK 1976 · 
EK 1980
WK 1934 · 
WK 1938 · 
WK 1954 · 
WK 1958 · 
WK 1962 · 
WK 1970 · 
WK 1982 · 
WK 1990
OS 1920 · 
OS 1924 · 
OS 1964 · 
OS 1968 · 
OS 1980
1920 · 
1921 · 
1922 · 
1923 · 
1924 · 
1925 · 
1926 · 
1927 · 
1928 · 
1929 · 
1930 · 
1931 · 
1932 · 
1933 · 
1934 · 
1935 · 
1936 · 
1937 · 
1938 · 
1939 · 
1940 · 
1941 · 
1942 · 
1943 · 
1944 · 
1945 · 
1946 · 
1947 · 
1948 · 
1949 · 
1950 · 
1952 · 
1952 · 
1953 · 
1954 · 
1955 · 
1956 · 
1957 · 
1958 · 
1959 · 
1960 · 
1961 · 
1962 · 
1963 · 
1964 · 
1965 · 
1966 · 
1967 · 
1968 · 
1969 · 
1970 · 
1971 · 
1972 · 
1973 · 
1974 · 
1975 · 
1976 · 
1977 · 
1978 · 
1979 · 
1980 · 
1981 · 
1982 · 
1983 · 
1984 · 
1985 · 
1986 · 
1987 · 
1988 · 
1989 · 
1990 · 
1991 · 
1992 · 
1993
Albanië ·
Argentinië ·
Australië ·
België ·
Bolivia ·
Brazilië ·
Bulgarije ·
Chili ·
Colombia ·
Costa Rica ·
Cyprus ·
DDR ·
Denemarken ·
Duitsland ·
Egypte ·
Engeland ·
Faeröer ·
Finland ·
Frankrijk ·
Griekenland ·
Hongarije ·
Ierland ·
IJsland ·
Iran ·
Italië ·
Joegoslavië ·
Koeweit ·
Luxemburg ·
Malta ·
Mexico ·
Nederland ·
Noord-Ierland ·
Noorwegen ·
Oostenrijk ·
Polen ·
Portugal ·
Roemenië ·
Schotland ·
Sovjet-Unie ·
Spanje ·
Turkije ·
Uruguay ·
Verenigde Staten ·
Wales ·
Zweden ·
Zwitserland
Brazilië (1962) · 
Engeland (1982) · 
Frankrijk (1982) · 
Koeweit (1982) ·
West-Duitsland (1976)
Albanië · Andorra · Armenië · Azerbeidzjan · België · Bosnië · Bulgarije · Cyprus · Denemarken · Duitsland · Duitse Democratische Republiek · Engeland · Estland · Faeröer · Finland · Frankrijk · Georgië · Griekenland · Hongarije · Ierland · IJsland · Israël · Italië · Joegoslavië · Kroatië · Letland · Liechtenstein · Litouwen · Luxemburg · Malta · Moldavië · Nederland · Noord-Ierland · Noord-Macedonië · Noorwegen · Oekraïne · Oostenrijk · Polen · Portugal · Roemenië · Rusland · San Marino · Schotland · Slovenië · Slowakije · Sovjet-Unie · Spanje · Tsjechië · Tsjecho-Slowakije  · Turkije · Wales · Wit-Rusland · Zweden · Zwitserland